# Korfbal aux Jeux mondiaux
Le Korfbal est présent aux Jeux mondiaux depuis 1985.

## Palmarès

### Mixte en salle
| Année | Médaille d’or | Médaille d’argent | Médaille de bronze   | Site                      |
| ----- | ------------- | ----------------- | -------------------- | ------------------------- |
| 1985  | Pays-Bas      | Belgique          | États-Unis           | Londres (Grande-Bretagne) |
| 1989  | Pays-Bas      | Belgique          | Allemagne de l'Ouest | Karlsruhe (Allemagne)     |
| 1993  | Pays-Bas      | Belgique          | Allemagne            | La Haye (Pays-Bas)        |
| 1997  | Pays-Bas      | Belgique          | Taipei               | Lahti (Finlande)          |
| 2001  | Pays-Bas      | Belgique          | Taipei               | Akita (Japon)             |
| 2005  | Pays-Bas      | Belgique          | Tchéquie             | Duisbourg (Allemagne)     |
| 2009  | Pays-Bas      | Belgique          | Taipei               | Kaohsiung (Taïwan)        |
| 2013  | Pays-Bas      | Belgique          | Taipei               | Cali (Colombie)           |
| 2017  | Pays-Bas      | Taipei            | Belgique             | Wrocław (Pologne)         |
| 2022  | Pays-Bas      | Belgique          | Allemagne            | Birmingham (Pologne)      |
| 2025  | Pays-Bas      | Belgique          | Taipei               | Chengdu (Chine)           |

### Mixte sur plage
| Année | Médaille d’or | Médaille d’argent | Médaille de bronze | Site            |
| ----- | ------------- | ----------------- | ------------------ | --------------- |
| 2025  | Taipei        | Pays-Bas          | Belgique           | Chengdu (Chine) |

## Bilan par nation
| Rang | Nation         | Or | Argent | Bronze | Total |
| ---- | -------------- | -- | ------ | ------ | ----- |
| 1    | Pays-Bas       | 10 | 0      | 0      | 10    |
| 2    | Belgique       | 0  | 9      | 1      | 10    |
| 3    | Taipei chinois | 0  | 1      | 4      | 5     |
| 4    | Allemagne      | 0  | 0      | 3      | 3     |
| 5    | États-Unis     | 0  | 0      | 1      | 1     |
| 5    | Tchéquie       | 0  | 0      | 1      | 1     |